# Richard Halliburton

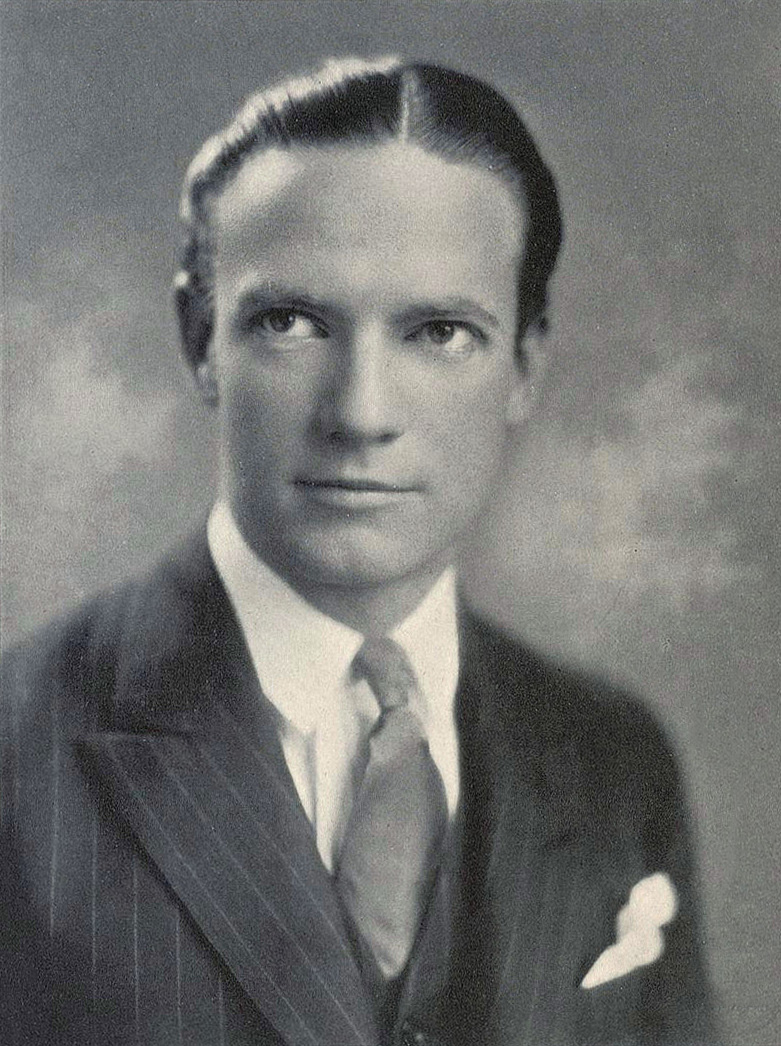
Richard Halliburton

Richard Halliburton (* 7. Januar oder 9. Januar 1900 in Brownsville, Tennessee; † vermutlich nach dem 23. März 1939 im Pazifik) war ein US-amerikanischer Abenteurer und Reiseschriftsteller.

## Leben
Richard Halliburton war – nach dem Tod eines Bruders – der einzige Sohn von Wesley und Halle Halliburton. Noch in seiner Kindheit zog die Familie nach Memphis, wo seine Mutter an der Hutchinson School of Girls unterrichtete. Wahrscheinlich wurde Richard Halliburton deshalb zunächst dort eingeschult. Später besuchte er die Memphis University for Boys und danach eine Einrichtung in Lawrenceville, wo er auf den Eintritt in die Universität Princeton vorbereitet wurde. Dort begann er 1921 zu studieren. Nach seinem zweiten Studienjahr in Princeton heuerte er auf einem Schiff an, das von New Orleans nach England fahren sollte, wollte die Seemannskarriere jedoch schon in Norfolk (Virginia) wieder aufgeben. Seine Eltern bestanden allerdings darauf, dass er den unterschriebenen Kontrakt auch erfüllte.
Richard Halliburton bereiste nach der Überfahrt ein halbes Jahr lang England und Frankreich. Aus Paris schrieb er seinem Vater einen Brief, in dem er seine Vorstellungen von seinem künftigen Leben schilderte: Er wolle alle Erfahrungen machen, die ein Mensch nur machen könne, und auf keinen Fall einen gewöhnlichen Tod zu Hause in seinem Bett sterben. Er beschloss, sein Geld als Reiseschriftsteller zu verdienen, zumal er bereits einen Artikel für 150 Dollar an Field and Stream verkauft hatte. Sobald er sein Studium beendet hatte, brach er, mit einem Taschengeld von 100 Dollar und einem Vertrag der Zeitschrift The Commercial Appeal über 35 Dollar ausgerüstet, zu seiner ersten Weltreise auf. Diese führte ihn zunächst nach Europa und dann nach Ägypten, Indien und Südostasien. In Japan heuerte er, nachdem ihm das Geld ausgegangen war, als Seemann auf der President Madison an. Am 1. März 1923 kehrte er nach Hause zurück.
Seine Abenteuer ließen sich nicht so gut vermarkten, wie er sich dies erträumt hatte, daher begann er Vorträge über seine Reise zu halten. Halliburton wurde eines der Zugpferde seiner Agentur, der Feakins Agency, erlitt aber schließlich einen Zusammenbruch, der ihn in ein Sanatorium führte. Dort arbeitete er seine Notizen und Artikel zu seinem ersten Buch um.The Royal Road to Romance wurde ein Bestseller, der im Jahr 1926 über 100.000-mal verkauft wurde.
Am 4. Juli 1925 brach Halliburton zu seinem nächsten Abenteuer auf. Diesmal wollte er die Irrfahrten des Odysseus nachstellen. Im Rahmen dieser Unternehmung durchschwamm er den Hellespont, wie es auch schon Lord Byron getan hatte. Das Buch The Glorious Adventure war wiederum ein großer Erfolg und machte Halliburton zusammen mit seiner Vortragstätigkeit im Jahr 1927 zum reichen Mann. 1928 reiste er nach Lateinamerika, um das Ladies Home Journal mit Artikeln zu versorgen. Ferner machte er in diesem Jahr Werbung für Lucky-Strike-Zigaretten. In Südamerika folgte er der Route von Hernán Cortés. Höhepunkte der Reise waren die Ersteigung des Popocatépetl und ein Bad im Mayaheiligtum in Chichén Itzá in dem Gewässer, in dem einst Jungfrauen für den Regengott geopfert worden waren. Außerdem schwamm er auf dieser Reise auch im Panamakanal. Publikumswirksam deklarierte er sich als Schiff und bezahlte für die „Passage“ eine Gebühr von 36 Cent, die nach seinem Gewicht von etwa 70 kg berechnet wurde. Halliburton blieb bislang der einzige Mensch, der die Gesamtstrecke des Panamakanals durchschwommen hat. Nach einer kurzen Rückkehr in seine Heimat, um weitere Vorträge zu halten, bereiste er die Teufelsinsel, um das französische Gefängnis dort zu besichtigen, und Tobago. Wiederum entstand aus diesen Reisen ein Buch, New Worlds to Conquer.

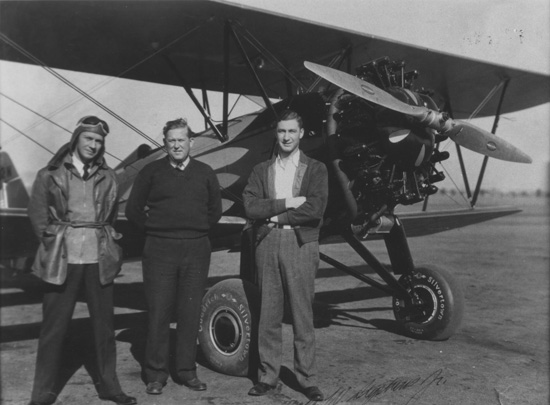
Halliburton (links) und Moye Stephens (rechts)

Inzwischen herrschte in den USA aber die Wirtschaftskrise und das Buch verkaufte sich nicht so gut wie erwartet. Auch büßte Halliburton beim Börsenkrach einen großen Teil seines Vermögens ein. Im März 1931 brach er daher zu einer neuen spektakulären Unternehmung auf: In einem offenen Flugzeug vom Typ Stearman C-3B, dem sie den Namen The Flying Carpet gaben, reisten Halliburton und der Pilot Moye Stephens rund um die Welt. Höhepunkte dieser Reise waren ein Flug über die Sahara und einer zum Mount Everest. Unterwegs traf er mit Elly Beinhorn zusammen; einige Etappen lang flogen die beiden Flugzeuge die gleiche Strecke. In Zusammenarbeit mit Paul Mooney schrieb Halliburton nach seiner Rückkehr im April 1932 das Buch The Flying Carpet. Obwohl seine Finanzlage sich nicht ausreichend gebessert hatte, kaufte er ein teures Grundstück am Laguna Beach (Kalifornien), ehe er zu einer weiteren Reise aufbrach.
Diese führte ihn von Kalifornien aus über die Karibik nach Europa und dann nach Asien. Er überquerte die Alpen auf dem Rücken eines Elefanten und interviewte in Sibirien den Mann, der die russische Zarenfamilie exekutiert hatte. Das Buch, das er nach dieser Reise schrieb, trug den Titel Seven League Boots. Halliburton baute nun in Laguna Beach sein exzentrisches Hangover House nach Plänen von William Alexander Levy, in dem er dann mit Paul Mooney die beiden Bände von Richard Halliburton's Book of Marvels zusammenstellte. Diese Kinderbücher waren ein großer Erfolg.

## Letzte Reise

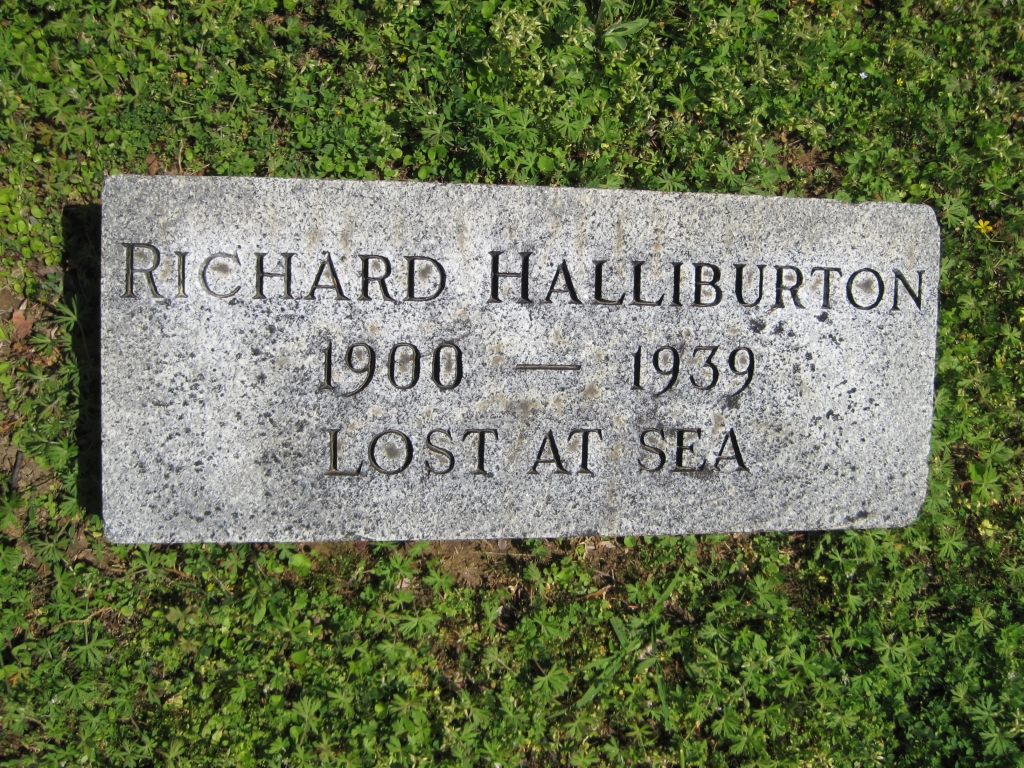
Halliburtons Kenotaph in Memphis

1938 brach er nach Hongkong auf, um von dort aus mit einer nachgebauten chinesischen Dschunke nach San Francisco zu fahren, wo er zur World’s Fair 1939 eintreffen wollte. Sein Boot, die Sea Dragon, wies jedoch gravierende Mängel auf und war, wie ihm erfahrene Segler bestätigten, eigentlich nicht seetüchtig. Die zunächst angeheuerte Mannschaft ließ ihn im Stich und seinen Kapitän verglich er selbst mit Captain Bligh. Ein weiteres Problem war der Eintritt Japans in den Krieg. Eine Fahrt durch japanische Gewässer war also nicht nur wegen der dort vorhandenen Piraten gefährlich. Dennoch fuhr Richard Halliburton am 4. Februar 1939 los, kehrte aber nach sechs Tagen in den Hafen zurück, weil Reparaturen am Schiff nötig wurden. Am 4. März startete er erneut. Unterwegs geriet er in einen Sturm. Seine letzte Botschaft wurde am 23. März 1939 empfangen und endete mit den Worten:

“Southerly gales, squalls, lee rail under water, wet bunks, hard tack, bully beef, wish you were here, instead of me.”

„Stürmischer Südwind, Böen, Leereling unter Wasser, nasse Kojen, Zwieback, Siedfleisch, ich wünsche mir Sie wären hier, an meiner Stelle“

Sein Schiff und die Leichen der Besatzung wurden nie gefunden; nach einigen Monaten wurde Richard Halliburton für tot erklärt.

## Werke
- The Royal Road to Romance, 1925, deutsch: Die Jagd nach dem Wunder. Eine abenteuerliche Weltreise (übersetzt von Johannes von Guenther), List, Leipzig 1926.
- The Glorious Adventure, 1927, deutsch: Auf den Spuren des Odysseus. Ein klassisches Abenteuer (übersetzt von Elsie McCalman), List, Leipzig 1933.
- New Worlds to Conquer, 1929, deutsch: Der neue Robinson. Eine Entdeckungsfahrt  (übersetzt von Elsie McCalman), List, Leipzig 1930
- The Flying Carpet, 1932, deutsch: Der fliegende Teppich. Die Welt aus der Vogelschau (übersetzt von Elsie McCalman), List, Leipzig 1934
- Seven League Boots, 1935 („Siebenmeilenstiefel“).
- One Hundred Years of Delightful Indigestion – Memphis Priceless and Treasured Receipts, Introduction by Richard Halliburton, World Traveler, Author and Epicure, James Lee Memorial Academy of Arts, Memphis 1935 („Hundert Jahre entzückende Verdauungsstörungen – Memphis kostenlose und kostbare Rezepte. Einleitung von Richard Halliburton, Weltreisender, Autor und Genießer“).
- Richard Halliburton’s Book of Marvels: the Occident (Kinderbuch), 1937, („Richard Halliburton Buch der Wunder, der Westen“).
- Richard Halliburton’s Second Book of Marvels: the Orient (Kinderbuch), 1938 („Richard Halliburton zweites Buch der Wunder, der Osten“).
- Richard Halliburton: His Story of His Life's Adventure, as Told in Letters to His Mother and Father, 1940 („Richard Halliburton, die Geschichte seiner Abenteuer erzählt in Briefen an seine Eltern“).
- Richard Halliburton’s Complete Book of Marvels, 1941 („Richard Halliburton komplettes Buch der Wunder“).